# سد ال آتاسار
سد ال اتازار (انگلیسی: El Atazar Dam) یک سد قوسی است که در نزدیکی شهر مادرید و بر روی رودخانه لوزویا ساخته شده است. ساخت این سد که به منظور ذخیره و تنظیم آب در نظر گرفته شده بود، در سال ۱۹۶۸ آغاز و در سال ۱۹۷۲ به اتمام رسید.

## نگارخانه

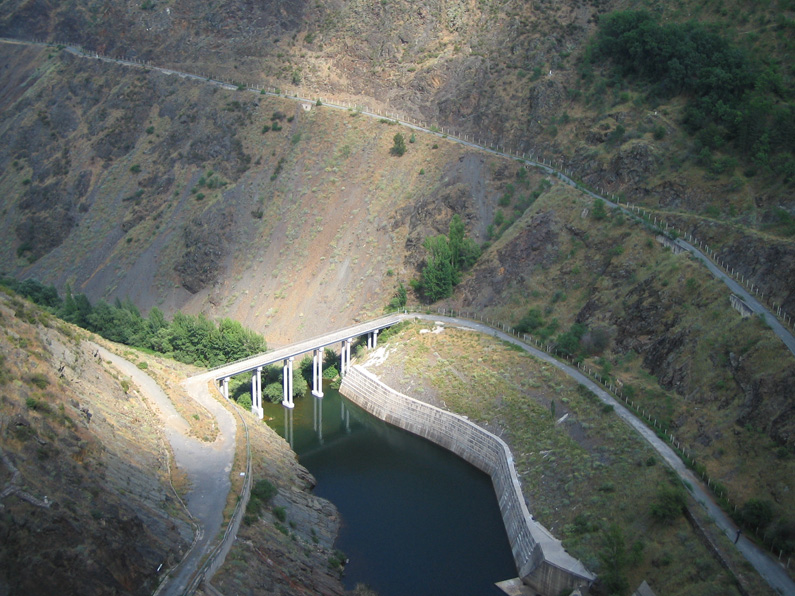
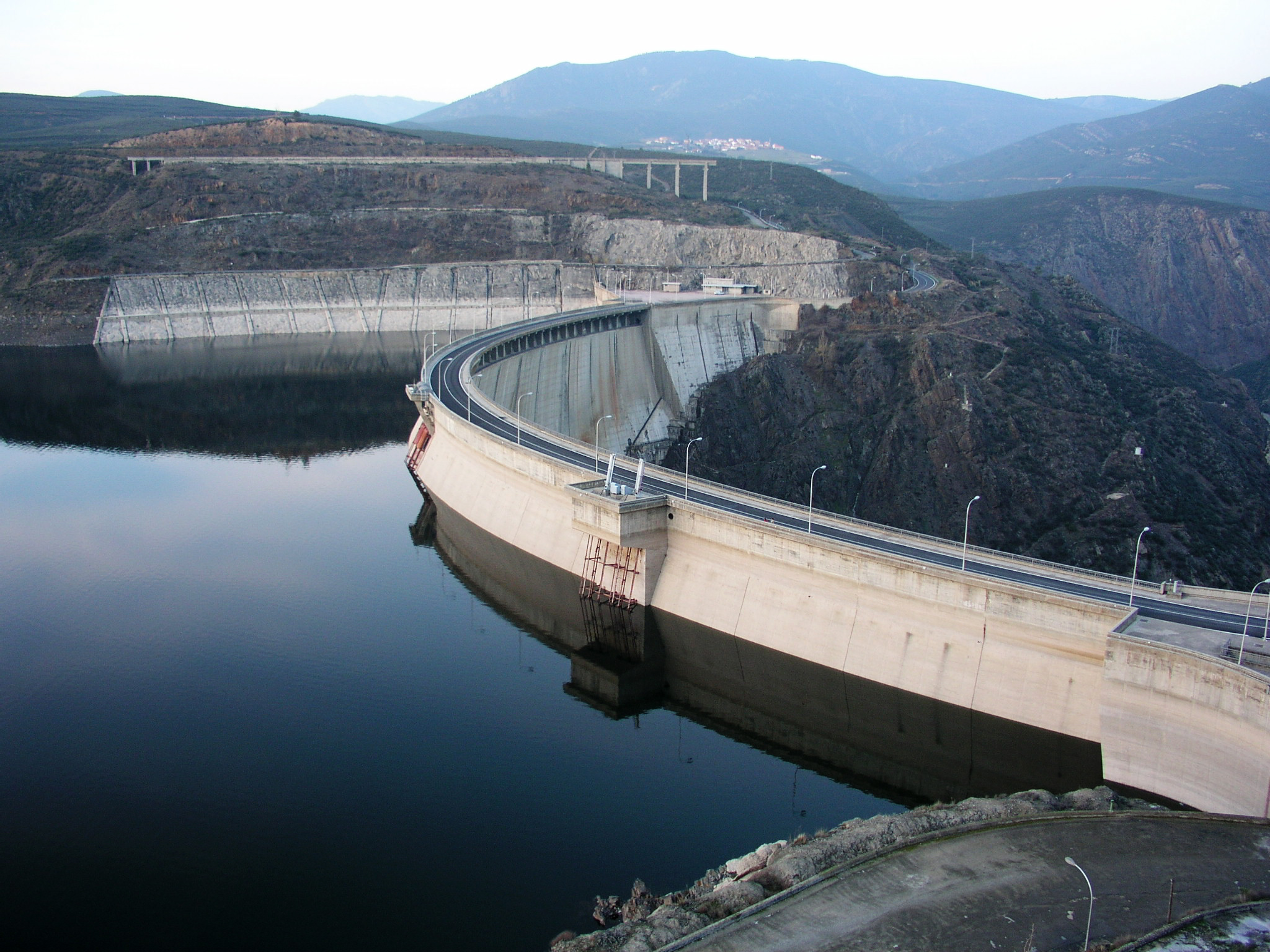
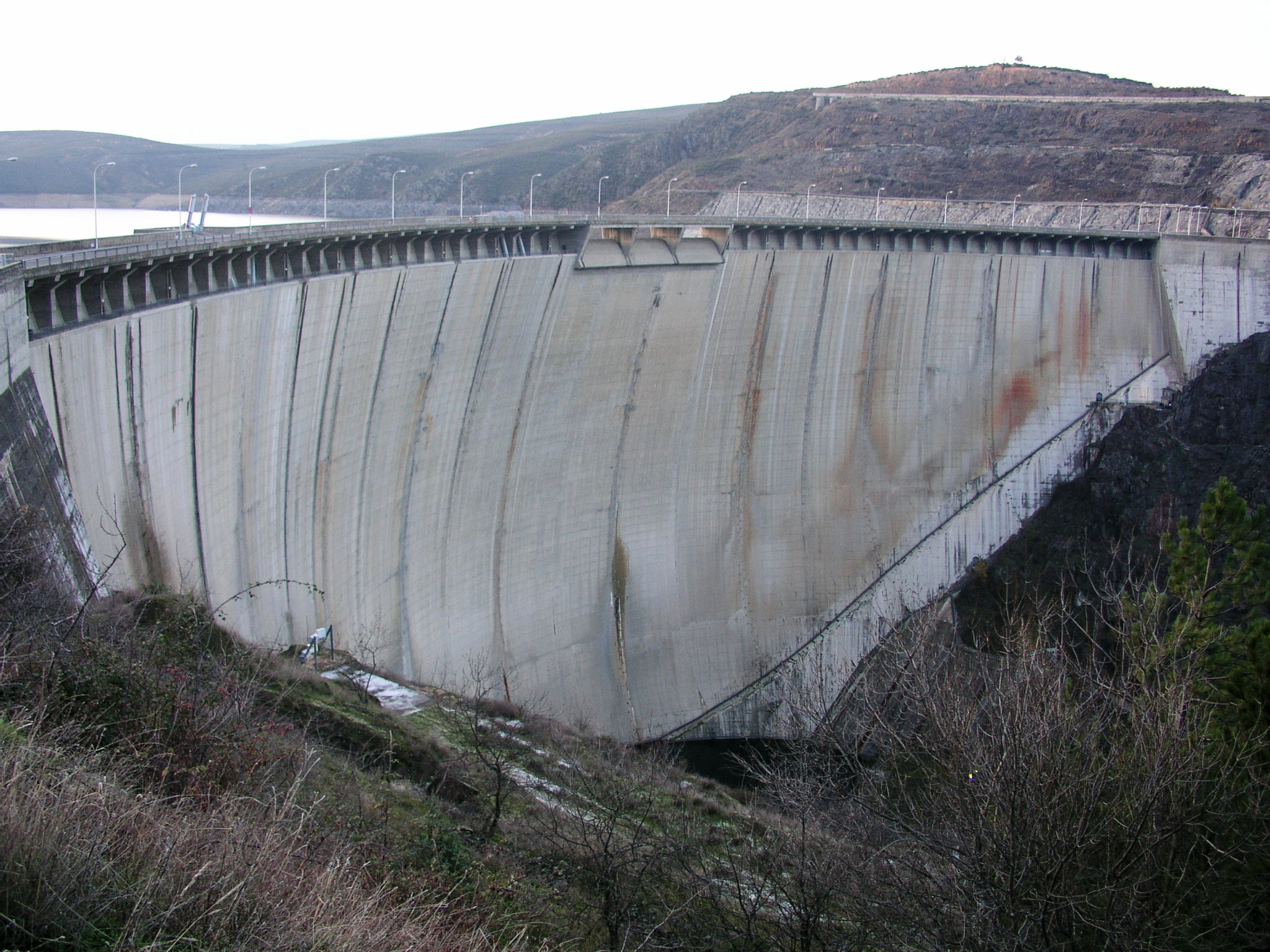
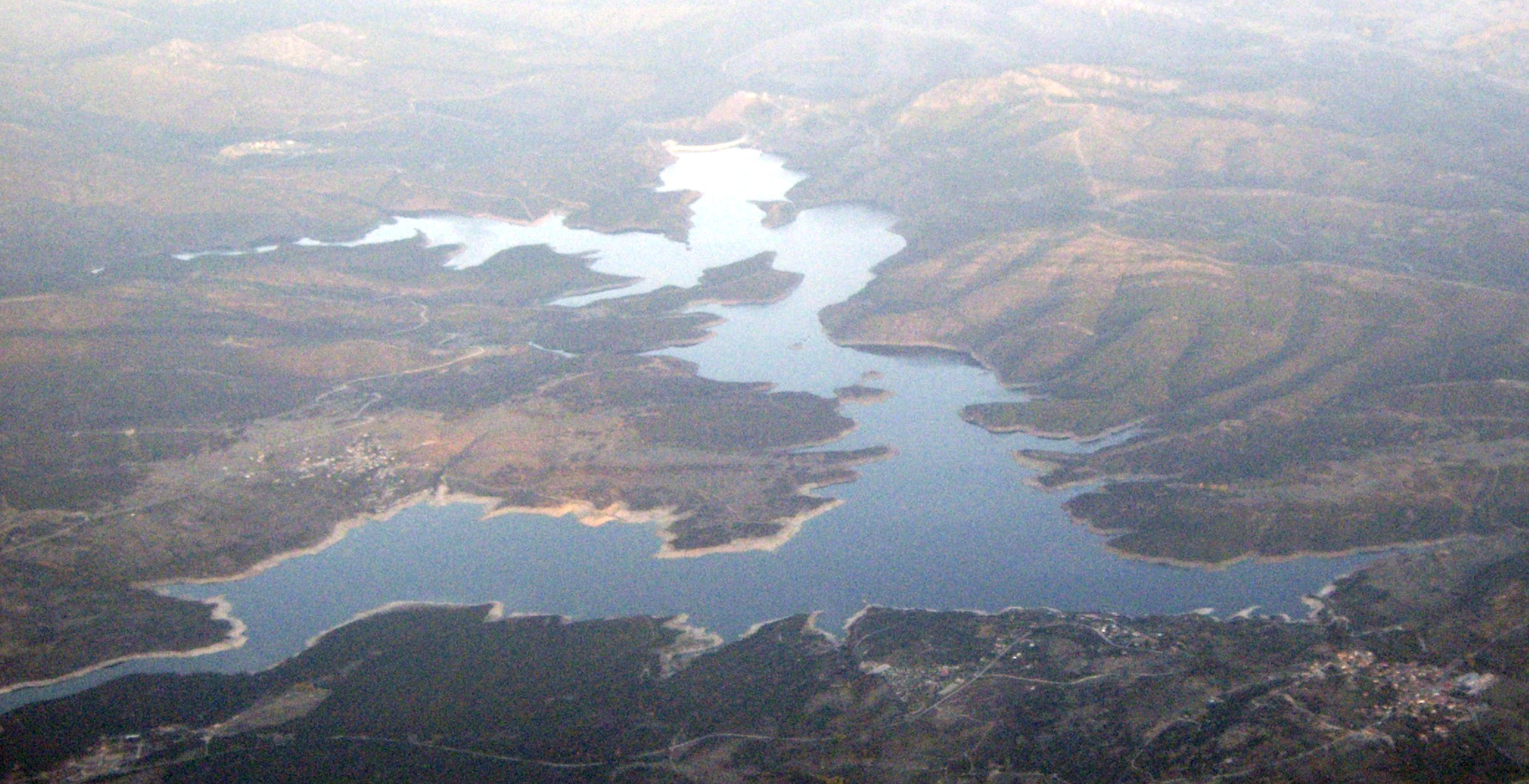